# Sellesta
A Sellesta é uma plataforma de IA cujos produtos para vendedores incluem análise de mercado e da concorrência, publicidade, e também ferramentas de conteúdo e listagem para mercados. A Sellesta é uma empresa internacional que atualmente se concentra no mercado de comércio eletrônico da América Latina.
Em julho de 2023, a Sellesta lançou seus serviços na América Latina, capitalizando o crescente mercado de e-commerce, especialmente no Brasil e no México. A Sellesta participou do Mexico eCommerce Summit 2023. Já em setembro do mesmo ano, a Sellesta se uniu à AMVO - Asociación Mexicana de Venta Online.

## Produtos
Os produtos atuais da Sellesta incluem: 'percepções de mercado', ‘otimização de listagens’ e ‘sellesta ads’. O lançamento da plataforma, em 12 de fevereiro de 2023, foi escolhido como "Produto do Dia" no Product Hunt.